# Michèle Goslar
Pour les articles homonymes, voir Goslar (homonymie).
Michèle Goslar, née à Bruxelles le 26 février 1948, est une professeure, écrivaine et biographe belge.

## Biographie
Elle a fondé le Centre international de documentation Marguerite Yourcenar (CIDMY) qui a son siège à Bruxelles, Archives de Bruxelles, 65, rue des Tanneurs, 1000 Bruxelles, et dont elle est l'administratrice.
Passionnée par l'œuvre de Marguerite Yourcenar elle en est devenue la biographe.
Participation aux colloques internationaux sur Yourcenar, animations scolaires, conférences, spectacles sur l'auteur, publication de bulletins thématiques annuels...
Elle est également l'auteur en 2001 d'une pièce de théâtre La Malmorte publiée aux éditions de l'Ambedui qui a été honorée d'une préface de la philosophe et romancière Véronique Bergen.
Guidée par une autre passion, l'Art nouveau, elle a étudié l'œuvre et la vie de l'architecte Victor Horta qui est le représentant le plus connu de ce mouvement artistique en Belgique et dont elle a publié un important livre au Fonds Mercator (Victor Horta (1861-1947). L'homme, l'architecte, l'Art Nouveau) qui rassemble en un seul volume la vie et l'œuvre architecturale de Horta. Elle y fournit au moins un plan de chacune de ses réalisations, analyse l'évolution de chaque immeuble jusqu'à ce jour et interprète la notion d'Art Nouveau dans le chef de l'architecte. 
Auparavant, elle a aussi édité une monographie très complète sur l'Hôtel Max Hallet de Victor Horta (Avant-Propos), également illustré.
Dans un de ses derniers articles, "Des amis qui firent Horta - Franc-maçonnerie et Beaux-Arts", elle s'est particulièrement intéressée à décrypter l'influence des francs-maçons et de la franc-maçonnerie dans la création artistique de Horta.

## Publications
- 1996 : Les voyages de Marguerite Yourcenar, Bruxelles, Cidmy, 1996.
- 1998 : Yourcenar. Biographie. «Qu'il eût été fade d'être heureux», éditions Racine et Académie royale de langue et de littérature françaises de Belgique, 1998 (Prix du Cercle littéraire et artistique Gaulois 2000).
- 2001 : Le visage secret de M. Yourcenar, Tournai, La Renaissance du livre, 2001
- 2001 : La malmorte, pièce en un acte et sept tableaux / Michèle Goslar ; avant-propos de Véronique Bergen frontispice de Guy-Rémy Vandenbulcke, Bruxelles : Editions de l'Ambedui, 2001
- 2003 : Marguerite Yourcenar. Regards sur la Belgique, Bruxelles, éditions Racine, 2003, illustré.
- 2003 : Marguerite Yourcenar et la Belgique, exposition, Bruxelles, Bibliothèque royale de Belgique, du 7 novembre au 20 décembre 2003 / catalogue rédigé par André Tourneux ; avant-propos de Raphaël De Smedt ; préface de Jacques Franck ; introduction de Michèle Goslar ; avec la collaboration de Maurice Delcroix et d'Eric de Crayencour, actuellement professeur au Collège Saint-Pierre, neveu de Marguerite Yourcenar.
- 2005 : Victor Horta, architecte de l'hôpital Brugmann, Bruxelles, Académie royale de Belgique, Bulletin de la classe des Beaux-Arts 2005
- 2007 : "Des amis qui firent Horta - Franc-maçonnerie et Beaux-Arts", dans, La Pensée et les Hommes, Bruxelles, 2007, n°62-63.
- 2007 : Antinoüs, de la pierre à l'écriture de Mémoires d'Hadrien, Bruxelles, CIDMY, 2007, illustré.
- 2008 : Marguerite Yourcenar en questions, Bruxelles, Cidmy, 2008
- 2009 : "Marguerite Yourcenar. Le bris des routines", La Quinzaine Littéraire-Vuitton, 2009. (Voyages. Photos de Carlos Freire)
- 2010 : Article « Yourcenar » de la Nouvelle biographie nationale de Belgique, éditée par l'Académie royale de langue et de littérature françaises de Belgique
- 2011 : Hôtel Hallet, signé Horta,  Bruxelles, éd. Avant-Propos, 2011.
- 2012 : Victor Horta (1861-1947). L'homme. L'architecte. L'Art Nouveau., Anvers, Fonds Mercator, 2012.
- 2013 : Marguerite Yourcenar et les von Vietinghoff, Bruxelles, éd. Cidmy, 2013  (ISBN 9782960024890) (BNF 43907068)
- 2017 : Yourcenar en images, éd. Racine, 207 p., 2017  (ISBN 978-2-39025-034-0).